# Група «Вавельберг»

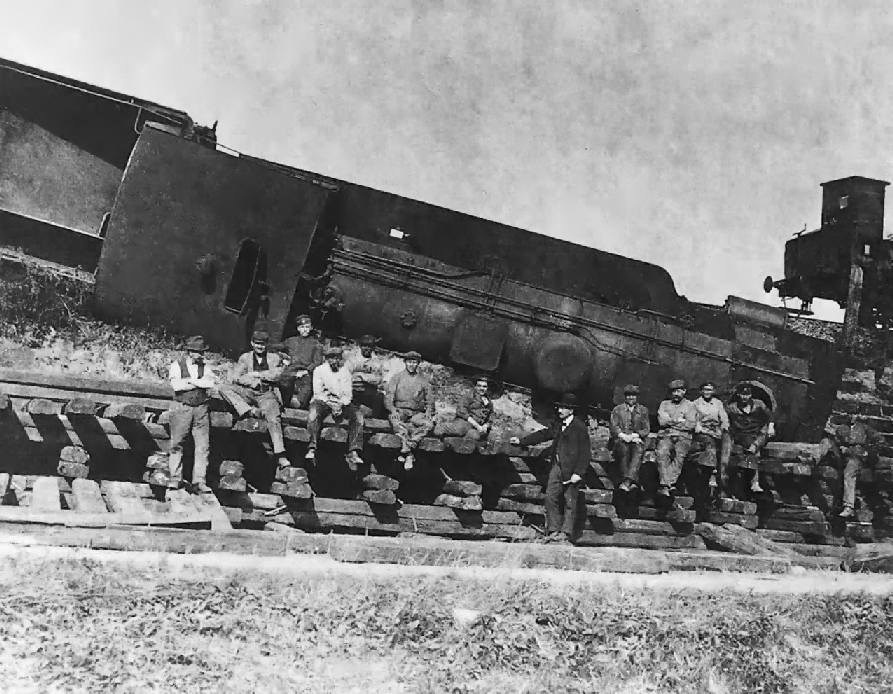
Польський спецзагін підірвав німецький потяг під Кендзежином-Козьле

Група «Вавельберг» (пол. Grupa Wawelberg, також відома як «Група руйнувань Конрада Вавельберга», пол. Grupa Destrukcyjna Konrada Wawelberga) — польський військовий спецпідрозріл. Група почала діяти під час Третього сілезького повстання 2—3 травня 1921, підірвавши сім залізничних мостів, що сполучали Верхню Сілезію та решту Німеччини.

## Створення

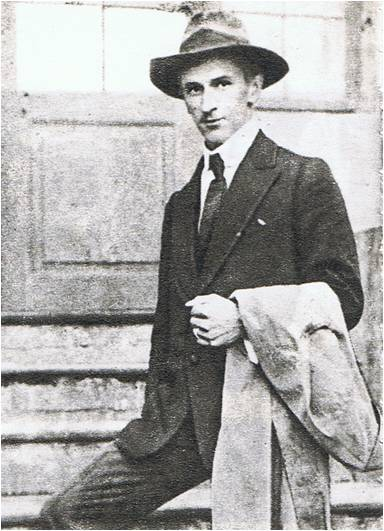
Тадеуш Пущинський, він же Конрад Вавельберг у 1921.

Групу «Вавельберг» як службу руйнувань організував ІІ відділ (розвідка) Генерального штабу Війська Польського наприкінці 1920 року, коли почали ширитися чутки, що Міжсоюзницька комісія з плебісциту передасть майже всю Верхню Сілезію Німеччині. Знаючи про це, Польська Військова Організація Верхньої Сілезії, що активно співпрацювала з польською армією, почала створення малої та високопідготовленої групи, яку назвали група «Вавельберг».
Служба знешкодження використала для назви групи бойове ім'я її командира капітана Тадеуша Пущинського — Конрад Вавельберг. Пущинський був випускником Варшавської політехніки і служив у польських легіонах під час Першої світової війни та в Польській Військовій Організації. Він також брав участь у Другому сілезькому повстання 1920. Його основним завданням був пошук надійних людей та саботажна діяльність у тилу німецьких позицій. Усі члени групи «Вавельберг» були професійними військовими інженерами, із широкими знаннями про вибухівку.

## Завдання групи
Командиром групи був Тадеуш Пущинський, його заступником — лейтенант Едмунд Харашкевич. Серед інших солдатів Пущинський також найняв двох офіцерів-кадетів, братів Тадеуша та Януша Майсснерів. Усіх чотирьох 27 червня 1922 року нагородили орденом Virtuti Militari «За бойові заслуги 5-го ступеня». Пущинський розділив своїх людей на 4 команди — A, G, U та N. Це позначення походить від перших літер польської фрази «головна операція з демобілізіції німців» (пол. Akcja Główna Unieruchomienia Niemców). Усі члени групи мали зброю, носили цивільний одяг і забезпечувалися грішми.
Члени групи «Вавельберг» знали, що для того, щоб подолати німецьку військову перевагу на цій території, вони мусять обірвати залізничне та телеграфне сполучення між Верхньою Сілезією та Німеччиною. Тому підгрупи розгорнулися з готовністю до нападів у західній частині Верхньої Сілезії. Група G, що складалася з 13 людей під командуванням лейтенанта Влодзімежа Домбровського, діяла біля Гоголіна та мала наказ стежити за залізницею між Крапковицями та Прудником. Група U (10 людей під командуванням лейтенанта Едмунда Харашкевича) розташовувалися на межі між Глубчицьким і Прудницьким повітами, щоб стежити за сполученням Глогувек — Рацлавиці-Шльонські — Прудник, та Глубчиці — Рацлавиці Шльонські.
Пущинський — «Вавельберг», з малою групою (де був і колишній сапер Німецької армії Віктор В'єхачек та мінувальник і експерт із вибухівок Герман Южица), знаходилися в глибокому тилу німецьких позицій, у селищі Щепановиці (нім. Sczepanowitz), що за 5 кілометрів на захід від Ополя. Їхнім завданням було підірвати головний залізничний міст над річкою Одра, що був завдовжки 200 метрів.

## Операція «Мости»
Операцію «Мости» (пол. Akcja Mosty) група «Вавельберг» провела в ніч із 2 на 3 травня 1921 року. Пущинський зі своїми людьми, що мали 320 кілограмів вибухівки, після деяких труднощів на початку операції знищили проліт мосту в Щепановицях. Інші групи також успішно виконали завдання. У підсумку поляки знищили сім залізничних мостів поблизу Щепановиць, Ключборка, Кендзежина-Козьле, Глогувека та Свентохловиць.
Підрив мостів призвів до початку Третього сілезького повстання, найбільшого та найкраще організованого з усіх. Німцям, для яких це було несподіванкою, знадобився час, щоб полагодити зруйновані шляхи сполучення та транспортувати війська, для поляків це було перевагою. Всі головні залізничні шляхи, що вели до Верхньої Сілезії (як-от Вроцлав — Ополе — Катовиці, Ниса — Кендзежин-Козьле) були непридатними для користування. Також було знищено два німецькі потяги.

## Подальші події
Після операції більшість польських підривників зуміла відійти до Сосновця, який через близькість до кордону був головною базою польських операцій. Німці схопили невідому кількість чоловіків, які підірвали міст у селі Добра; їх ув'язнили на кілька тижнів в Ополі. Також поблизу Глубчиць спіймали двох поляків, які намагалися пробратися в Чехословаччину, але німці не встановили їхні особи і відпустили їх.